# Contea di Erie (Pennsylvania)
La contea di Erie (in inglese Erie County) è una contea dell'area nord-occidentale dello Stato della Pennsylvania negli Stati Uniti. Il capoluogo è Erie.

## Geografia fisica
La contea a nord-ovest si affaccia sul lago Erie, confinando con il Canada, a est confina con lo Stato di New York e a ovest con l'Ohio.
Il territorio è prevalentemente collinare nell'area sud-orientale e meridionale per poi digradare progressivamente verso occidente e verso nord. In prossimità del confine meridionale si trovano la Gibson Hill che raggiunge i 474 metri di altezza e il lago Edinboro. Nell'area orientale scorre il French Creek che alimenta la Union City Reservoir. Diversi fiumi sfociano direttamente nel lago Erie dopo un breve corso. Tra questi il principale è l'Elk Creek che nasce nell'area centrale e scorrendo prevalentemente verso ovest sfocia nel lago Erie in prossimità di Lake City. Nella parte occidentale scorre il Conneaut Creek e in quella meridionale ha origine il Cusewago Creek che scorre verso sud.
Il capoluogo di contea e la città più popolosa è Erie situata sul lago omonimo. In prossimità di Erie si protende nel lago Erie la penisola sabbiosa di Presque Isle.

### Contee confinanti
- Contea di Haldimand (Ontario, Canada) - nord
- Contea di Chautauqua (New York) - nord-est
- Contea di Warren - sud-est
- Contea di Crawford - sud-ovest
- Contea di Ashtabula (Ohio) - sud-ovest
- Contea di Norfolk (Ontario, Canada) - nord-ovest

## Storia
La contea fu istituita nel 1800 e deve il suo nome al popolo Erie.
I primi abitanti del territorio della contea contea fu il popolo Eriez che a metà del XVII secolo fu conquistato dagli irochesi. I primi europei a insediarsi nella regione furono i francesi che nel 1753 costruirono il forte Presque Isle sull'omonima penisola. Il forte fu conquistato dagli inglesi nel 1763 nel corso della guerra dei sette anni.
Parte del territorio dell'attuale contea faceva parte del cosiddetto Erie Triangle un territorio rivendicato dagli stati confinanti di New York e della Pennsylvania e dagli Stati del Connecticut e Massachusetts. Il territorio passò alla fine alla Pennsylvania nel 1792 e la città di Erie venne fondata 3 anni dopo.

## Centri abitati

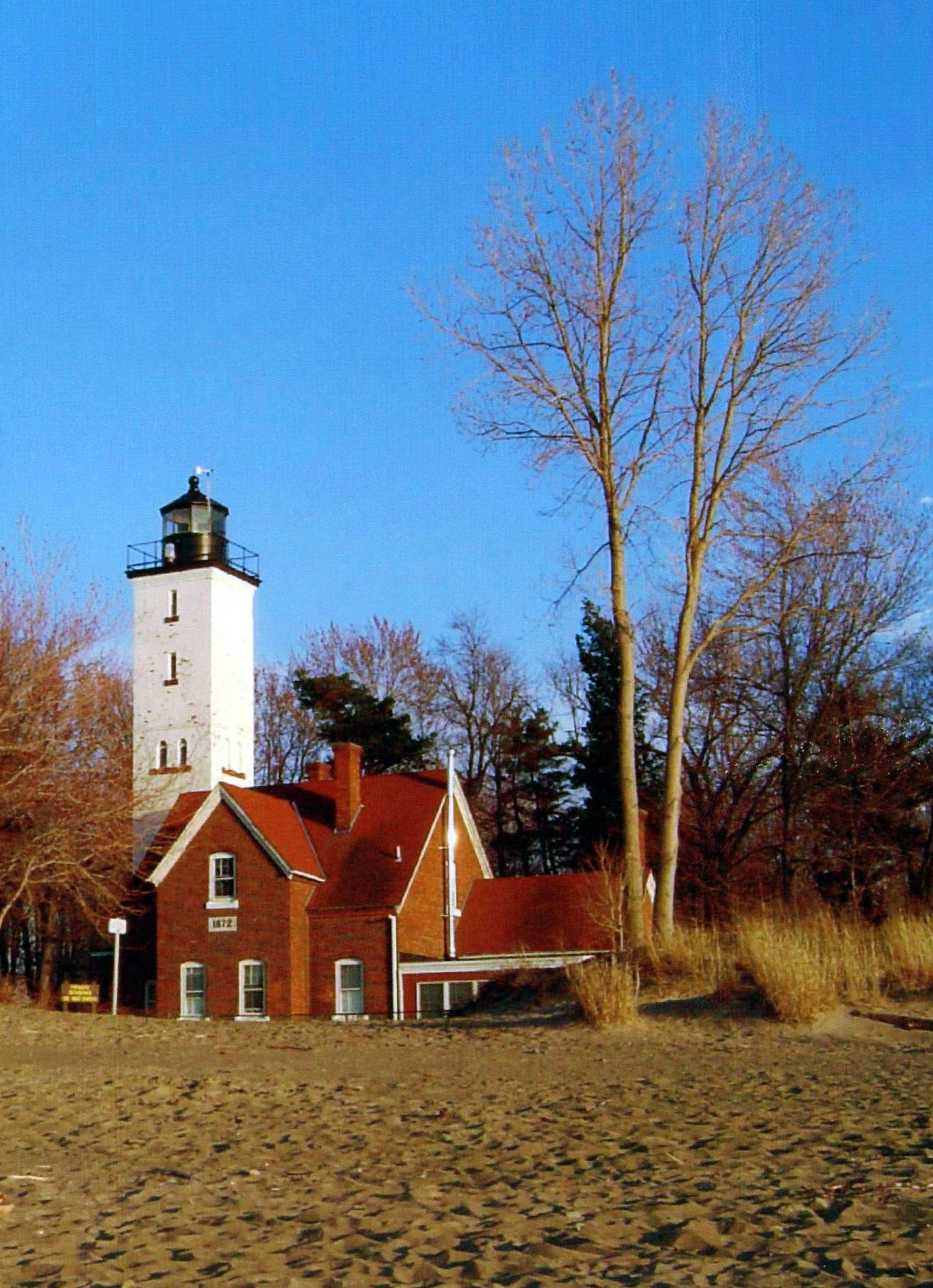
Il faro di Presque Isle

## Centri abitati[5]
| - Albion - borough - Amity - township - Avonia - cdp - Concord - township - Conneaut - township - Corry - city - Cranesville - borough - Edinboro - borough - Elgin - borough - Elk Creek - township - Erie (capoluogo) - city - Fairview - cdp - Franklin - township - Girard - township - Girard - borough - Greene - township - Greenfield - township - Harborcreek - township - Lake City - borough - Lawrence Park - township - Lawrence Park - cdp - LeBoeuf - township | - McKean - township - McKean - borough - Mill Village - borough - Millcreek - township - North East - township - North East - borough - Northwest Harborcreek - cdp - Platea - borough - Springfield - township - Summit - township - Union City - borough - Union - township - Venango - township - Washington - township - Waterford - township - Waterford - borough - Wattsburg - borough - Wayne - township - Wesleyville - borough |